# Embrace (группа, США)
Embrace (с англ. — «Объятие») — короткосрочная хардкор-панк-группа из Вашингтона, округ Колумбия, которая просуществовала с лета 1985 по весну 1986 года. Наряду с Rites of Spring и Beefeater, являются одной из опорных групп движения «революционное лето» 1985 года, и была одним из первых групп, чей музыкальный жанр был назван в прессе как «эмоциональный хардкор» (хотя участники отвергали этот термин с момента его создания). В состав группы входили ведущий вокалист Иэн Маккей из несуществующей на тот момент хардкор-панк-группы Minor Threat и три бывших участника группы его брата Алека The Faith: гитарист Майкл Хэмптон, барабанщик Айвор Хэнсон и басист Крис Болд. Хэмптон и Хэнсон также ранее играли вместе в S.O.A.. Группа отыграла своё первое шоу 28 июля 1985 года в «Food for Thought» — бывшем ресторане и музыкальной площадке, расположенной на Дюпон-Сёркл в Вашингтоне, округ Колумбия; их девятое и последнее шоу состоялось в клубе «9:30» в марте 1986-го. Единственной записью, выпущенной квартетом, был их одноимённый альбом 1987 года, на который повлиял мини-альбом группы The Faith Subject to Change.
После распада Embrace, Маккей и бывший барабанщик Minor Threat Джефф Нельсон попытались превратить свой недавний разовый музыкальный эксперимент в Англии, получивший название «Egg Hunt», в настоящую группу, но проект так и не прошёл стадию репетиций. Хэмптон, со своей стороны, объединился с бывшими участниками Rites of Spring, чтобы сформировать недолговечную пост-хардкорную группу One Last Wish, в то время как Болд перешёл в группу Ignition. В конце концов Маккей направил свою энергию и творческий потенциал на формирование группы Fugazi в 1987-м, а Айвор Хэнсон снова будет работать в паре с Хэмптоном в 1988 году в группе Manifesto.
В годы становления группы некоторые поклонники Embrace начали называть их и коллег-новаторов Rites of Spring эмокор-группами (эмоциональный хардкор), с чем Маккей публично не согласился.

## Дискография

### Студийный альбом
- Embrace (1987 г.)

### Компиляционные альбомы
- 20 Years of Dischord (2002 г.)

## Состав группы
- Иэн Маккей — вокал
- Майкл Хэмптон — гитара
- Крис Болд — бас-гитара
- Айвор Хэнсон — ударные